# Oxynoemacheilus araxensis
Oxynoemacheilus araxensis és una espècie de peix pertanyent a la família dels balitòrids i a l'ordre dels cipriniformes.

## Morfologia
Fa 7,1 de llargària màxima. 8 radis tous a l'aleta dorsal. Presenta el peduncle caudal més profund que altres espècies del mateix gènere.

## Hàbitat i distribució geogràfica
És un peix d'aigua dolça, demersal i de clima subtropical, el qual viu al riu Araxes (afluent del riu Kura) a l'est de Turquia.

## Observacions
És inofensiu per als humans i el seu índex de vulnerabilitat és baix (19 de 100).